# Pisco
Pisco je brezbarvna ali rumenkasto obarvana žgana pijača, proizvedena v vinogradniških predelih Peruja in Čila. Nastala je z destilacijo fermentiranega grozdnega soka v žganje z visoko vsebnostjo alkohola, ki so jo razvili španski naseljenci v 16. stoletju kot alternativo za orujo, žganje iz tropin iz Španije . Imel je prednosti da se proizvajal iz bogatega domačega sadja in zmanjšal količino alkoholnih pijač, ki se je prevažala na oddaljenih krajev .
Letna proizvodnja pisca v letu 2013 je dosegla 30 milijonov litrov v Čilu in 9,5 milijona litrov v Peruju . Čile je tudi glavni uvoznik pisca iz Peruja: 34% pisca, proizvedenega v Peruju, se izvaža v Čile. 

## Etimologija
Najstarejša uporaba besede pisco za označevanje perujskega žganja aguardiente je iz leta 1764. Pijača je morda pridobila ime po perujskem kraju Pisco - ki je bilo nekoč pomembno kolonialno pristanišče za izvoz vinogradniških proizvodov  - in se nahaja na obali Peruja v dolini Pisco, ob reki z istim imenom. Od tam se je »Aguardiente de Pisco« izvažal v Evropo, zlasti v Španijo, kjer je bilo ime pijače skrajšano na »Pisco« . Čilski jezikoslovec Rodolfo Lenz je dejal, da je bila beseda pisco uporabljena po vsej pacifiški obali Amerike od province Arauca v Čilu do Gvatemale in da bi bila beseda kečuanskega izvora, in pomeni 'ptica'.
To trditev izpodbija čilski jezikoslovec Mario Ferreccio Podesta, ki podpira nekdanje primerjalno etimologijo Real Academia Española, v skladu s katero je pisco prvotna beseda za posodo iz blata. Vendar pa je Real Academia Española pozneje podprla Lenzovo teorijo in poudarila izvor v kečuanščini. 
Raziskali so se tudi drug izvor za besedo pisco, vključno z mapudungunsko etimologijo, kjer se je pishku razlagalo kot 'nekaj kuhano v loncu', kar bi se nanašalo na koncept žganega vina (špansko: vino quemado). 
Izraz je vplival na mehiško uporabo španskega izraza pisto, ki označuje žgane pijače na splošno.

## Zgodovina

### Zgodnje žganje
Za razliko od dežele v podkraljevini Novi Španiji, kjer je bilo le zelo malo vinogradov (večinoma za proizvodnjo zakramentalnega vina), so bile nekatere lokacije v podkraljevini Peru - danes Peru, Bolivija in Čile - primerne za vinogradništvo. Do leta 1560 je Peru že proizvajal vino za trgovanje; sčasoma se je v regiji pojavila pomembna vinska industrija. Ta je bila dovolj močna in je grozila španski merkantilistični politiki, da je španska krona leta 1595 prepovedala vzpostavljanje novih vinogradov v Amerikah za zaščito izvoza svoje domače vinske industrije; vendar je bilo to naročilo v veliki meri prezrto. Kot nadaljnji protekcionistični ukrepi je krona prepovedala izvoz perujskega vina v Panamo leta 1614 in Gvatemalo leta 1615.
Destilacija vina v pisco se je začela resno okoli preloma 17. stoletja, morda v odgovor na te pritiske. [14] Do začetka 18. stoletja pa se je večinoma še vedno primarno uporabljal aguardiente za okrepitev vina, da bi preprečili njegovo oksidacijo, ne pa samo pitje. Ta metoda ohranjanja ustreza z alkoholiziranimi vini, ki so bili odpremljeni za v Italijo in Španijo iz drugih delov sveta (npr. vina iz Madeire in Marsale).
V 17. stoletju je bila proizvodnja in poraba vina in pisca spodbujena z rudarskimi dejavnostmi v Potosíju, do takrat največjem mestu v Novem svetu. 

### Recesija perujskega pisca
Celotno južno obalo Peruja je prizadel potres leta 1687 v Peruju, ki je uničil mesta Villa de Pisco in Ica. Vinske kleti na prizadetem območju so se zrušile in jih zasuli blatni plazovi, kar je povzročilo propad vinogradniške industrije v državi.
Še vedno pa je v zgodnjem 18. stoletju proizvodnja vina v Peruju presegla količino pisca. Do leta 1764 je proizvodnja pisca zasenčila vina, kar predstavlja 90% pridelanih grozdnih pijač . Z zatiranjem Jezusove družbe v španski Ameriki so bili jezuitski vinogradi na dražbi, novi lastniki pa običajno niso imeli enakega strokovnega znanja kot jezuiti, kar je povzročilo padec proizvodnje.
V poznem 18. stoletju je španska krona dovolila proizvodnjo ruma v Peruju, ki je bila cenejša in manj kvalitetna od pisca. V 19. stoletju je povpraševanje po bombažu v industrializirani Evropi povzročilo, da so se mnogi perujski vinogradniki preusmerili k bolj donosnemu sajenju bombaža, kar je prispevalo k zmanjšanju proizvodnje vina in industrije pisca, ki je odvisna od tega. To je bilo še zlasti resnično v času ameriške državljanske vojne (1861-1865), ko so se cene bombaža povečale zaradi blokade juga in njegovih bombažnih polj.
Pisco je bil popularen tudi v ZDA, v San Franciscu in bližnjih predelih Kalifornije med zlato mrzlico v poznih 1800-ih in zgodnjih 1900-ih. 

## Različice

### Perujski pisco
Perujski pisco mora biti narejen v petih uradnih D.O. (denominacija porekla) departmajih – Lima, Ica, Arequipa, Moquegua in Tacna (le v dolinah Locumba Locumba, Sama in Caplina), ki jih je leta 1991 ustanovila vlada.
V Peruju se pisco proizvaja samo z uporabo bakrenih kotlov, kot za single malt viskije, namesto neprekinjenih kotlov, kot za večino vodk. Za razliko od čilske sorte, perujski pisco nikoli ni razredčen, potem ko se destilira in natoči neposredno v steklenico. [17] Za izdelavo perujske steklenice pisca je potrebno 8 kilogramov grozdja, sorte Mosto Verde pa 12 kg. [18]
Mnoge vrste grozdja so bile uporabljene za izdelavo pisca, kar je povzročilo široko paleto okusov, arome, viskoznosti in videz alkohola. To je škodovalo poskusom izvoza izdelka pod enim samim poimenovanjem, kar je povzročilo številne predpise, ki določajo izhodiščno točko za izdelek, ki nosi ime. Tako so bile opredeljene štiri različne vrste pisca:
- Puro (čisto), narejen iz ene same sorte grozdja, večinoma quebranta, čeprav se lahko uporablja mollar ali common black; vendar se ne sprejme mešanje med sortami ('čisti' pisco naj vsebuje samo eno sorto grozdja).
- Aromáticas (aromatičen), izdelan iz muškata ali sorte muškat, ter tudi iz sort grozdja albilla, italia in torontel; še enkrat, pisco mora vsebovati le eno sorto grozdja v kateri koli proizvodni seriji.
- Mosto Verde (zeleni mošt), destiliran iz delno fermentiranega mošta, ga je treba destilirati, preden fermentacijski proces popolnoma spremeni sladkorje v alkohol.
- Acholado (večvrstni), mešan iz mošta več sort grozdja.

Nekatere druge posebne zahteve so: 
- Staranje: pisco mora biti star najmanj tri mesece v posodah iz »stekla, nerjavečega jekla ali kakršnega koli drugega materiala, ki ne spremeni njegovih fizikalnih, kemičnih ali organskih lastnosti«.
- Dodatki: v pisco ni mogoče dodati nobenih dodatkov, ki bi lahko spremenili njegov okus, vonj, videz ali alkoholne dokaze.

Peru trenutno izvaža trikrat več pisca kot Čile, čeprav Čile proizvaja približno trikrat več pisca kot Peru. Čile je tudi največji uvoznik pisca iz Peruja.
Perujski pisco je osvojil več kot 20 zlatih medalj in je bil imenovan za najboljši liker sveta v Concours Mondial de Bruxelles 2011.

### Čilski pisco
Čilski pisco mora biti narejen v dveh uradnih D.O. (Denominacija porekla) regijah - Atacama in Coquimbo - ustanovljeni leta 1931 s strani vlade. Večina je proizvedena z "butik" tipom destilata. Druge vrste se proizvajajo z dvojno destilacijo v bakru in drugih materialih.
Med prilagajanjem številnih vinogradov za proizvodnjo pisca je bilo najbolj razširjeno grozdje kot surovina muškat, z nekaterimi vinogradi, ki so se odločili za sorte torontel in pedro jiménez. Kot velja za Peru, so bili v Čilu uveljavljeni predpisi za pisco, vključno z naslednjim :
- Pisco Corriente o Tradicional, 30% do 35%
- Pisco Especial, 35% do 40%
- Pisco Reservado, 40%
- Gran Pisco, 43% ali več

Urejanje proizvodnje pisca v Čilu je precej strogo. Čilske žganjarne morajo proizvajati lastno grozdje in so razvrščene v dve kategoriji, ki temeljijo na značilni aromi: vrste muškat (Pink Muscat, Muscat Alexandria) so zelo dišeče, Pedro Jiménez, Moscatel de Asturia in Torontel pa so bolj subtilni. [22]
Specia in Reserve različice so zelo podobne po okusu in barvi, tako subtilno sladke kot čiste do prozorne barve. Okus je veliko močnejši od običajnega pisca z aromatičnimi osvežujočimi toni.

## Ekološke skrbi
Čile je sprejel ukrepe za čisto in okolju prijazno proizvodnjo pisca. Nacionalni svet za čisto proizvodnjo se je za preprečevanje onesnaževanja in povečanje konkurenčnosti strinjal s proizvajalci pisca in vinogradniškimi agronomi, da bi sodelovali pri podpisu sporazuma o čisti proizvodnji. Capel (Cooperativa Agrícola Pisquera Elqui Limitada) je sama investirala več kot 800 milijonov dolarjev. 
Izdelava pisca v Peruju ostaja obrtna in ne vpliva na fizične, kemične ali organske lastnosti pred stekleničenjem. Pisco je treba ustekleničiti neposredno po staranju, ne da bi ga spremenili ali dodali kakšen proizvod, ki bi lahko spremenil vonj, okus ali videz.

## Označba porekla
Pravica do uporabe označbe porekla za pisco se med Perujem in Čilom močno izpodbija. Peru trdi, da ima izključno pravico, da se izraz "pisco" uporablja samo za izdelke iz Peruja, vendar običajno niso mogli prepričati drugih držav, da bi to razlago sprejeli. Čile nasprotno meni, da je izraz "pisco" splošen in trdi, da je žganje preprosto vrsta alkoholne pijače iz grozdja (kot v primeru viskija in vodke). Navede ime, ki se uporablja za označitev podobnega grozdja, proizvedenega v obeh državah in ohranja dve regiji Čila, Atacama in Coquimbo, da dovoljuje uporabo izraza. 
Veliki trgi držav (npr. Evropska unija, Združene države, Francija, Italija, Mehika, Kanada, Avstralija, itd.) Na splošno omogočajo, da se proizvodi iz Peruja in Čila opredelijo kot »pisco«.

## Koktajli
Nekaj najbolj popularnih koktajlov s piscom:
- Pisco Punch, prvi znani koktejl izumljen v San Franciscu, Kalifornija, v 19. stoletju. Med drugimi sestavinami vsebuje ananas, gum arabic in sirup.
- Pisco Sour, ki je izvira iz Lime, je pripravljen z jajčnim beljakom, sokom limete, preprostim sirupom in grenivkami. Čilska različica po navadi nima bitra.
- Serena Libre, slajši od Pisco Sour, izdelan s čilskim sokom iz papaje in sladkorjem.
- Chilcano (Pisco in Ginger Ale), je varianta z limeto, rdečo oranžno, grenivko in ananas.
- Pisquiña, ki je zelo podobna Caipirinhi, ima limeto iz pisco, čilski Pica limetin sok, beli sladkor in led.
- Mojito de Cuma, čilska različica koktajla, podobnega Mojitu, je narejen s piscom, Sprite, Seven Up ali podobnimi sodami in mento. Zahvaljujoč sladkosti sode, ne potrebuje sladkorja.
- Piscola Blanca, variacija Piscola v Čilu s čistimi sodami.
- Pisagua, Čilski pisco z gazirano vodo.
- Pischela, druga različica čilske piskole, podobna britanski "podmornici", je pisco s pivom, po možnosti svetlim pivom.
- Terremoto, tradicionalni čilski koktejl iz Pipeño, okrepljen s piscom, Fernetom (neobvezno), ananas sladoledom in grenadinskim sirupom.
- Piscoffee, pisco z ledeno kavo in ledom. Prav tako je različica irske kave s piscom namesto viskija.
- Cóctel de Algarrobina, perujski pisco z algarrobinskim sirupom (ali rožičevim sirupom), cimetom, jajčnim rumenjakom in smetano.
- Pisco Flip, flip na tradicionalni Pisco Sour, izdelan z jajčnimi rumenjaki namesto beljakom.
- Kupidov pokal, perujski pisko, aperol, svež limonin sok, preprost sirup in jajčni beljaki. Za dekoracijo se uporablja timijanova vejica.
- Tampisco Bay, koktajl, ki ga navdihuje Tampa Bay, Florida. Izdelan s piscom in svežim kumaričnim sokom, nektarjem iz agave, jalapeño rezinami in rezinami rdečega popra v z ledom napolnjenem kozarcu.

## Poraba
Poraba pisca na prebivalca v Čilu je 3 litre na leto; v povprečju 18% proizvodnje pisca po vrednosti je premium pisco.  Perujska letna poraba na prebivalca je bila v letu 2008 prijavljena kot 0,5 litra in narašča (na račun tržnih deležev ruma in viskija, čeprav je viski še vedno najbolj priljubljen alkohol v Peruju).  Poročila za leto 2014 omenjajo tudi povečanje za 3,5 milijona litrov na leto za notranji trg .
Največji uvoznik perujskega pisca je Čile s predvidenim uvozom 1,6 milijona dolarjev leta 2016. ZDA so drugi največji uvoznik z ocenjeno vrednostjo 1,4 milijona dolarjev.